# Juan Clímaco Bendezú
Juan Clímaco Bendezú Pacheco fue un político peruano. Ocupó el cargo de diputado de la República durante 26 años en el periodo comprendido entre 1886 y 1918.
Nació en la ciudad de Puquio en 1846.  Como político fue un representante del Partido Civil en su localidad.
En 1886 fue elegido diputado por la provincia de Lucanas y fue reelegido cinco veces consecutivas por lo que ocupó el cargo 1906. Luego de un interregno entre 1907 y 1912, volvió a ser elegido por la misma provincia para el periodo 1913-1918.
En 1919, en vísperas del referéndum de Augusto B. Leguía para optar por el regionalismo o el centralismo, se desata nuevamente la violencia en la provincia de Lucanas. En mayo de ese año es asesinado en Coracora el exdiputado Juan Clímaco Bendezú.